# Желъдово
Желъдово е село в Южна България. То се намира в община Джебел, област Кърджали.

## География
Село Желъдово се намира в планински район.

## Население
Преброяване на населението през 2011 г.
Численост и дял на етническите групи според преброяването на населението през 2011 г.:
|                     | Численост | Дял (в %) |
| Общо                | 92        | 100,00    |
| Българи             | 0         | 0,00      |
| Турци               | 91        | 98,91     |
| Цигани              | 0         | 0,00      |
| Други               | 0         | 0,00      |
| Не се самоопределят | 0         | 0,00      |
| Неотговорили        | 0         | 0,00      |

## Природни забележителности
В околностите на село Желъдово могат да се видят три водопада. Те са активни предимно в края на зимата, през пролетта и след обилни дъждове.
Водопад Дупката, висок около 7-8 метра, се намира до махала Шипок на селото. До него се стига пеша за около 40 минути.
Водопад Сарп, висок около 7 метра. До него се стига пеша по два маршрута - от самото село Желъдово или от махала Шипок.
Водопад Марф, висок около 5 метра, е значително по-пълноводен от горните два. Той се намира в югоизточните околности на селото. До него се стига пеша за около един час, като се върви по обособена пътека. Тръгва се от малък площад в югоизточните покрайнини на Желъдово, който е удобен за паркиране.